# Mont Boisjoli
El Mont Boisjoli és una muntanya de 350 metres a la ciutat de Hatley, a la regió del Quebec (Canadà).